# Марцин Жевлаков
Марцин Жевлаков (пол. Marcin Żewłakow, нар. 22 квітня 1976, Варшава) — польський футболіст, що грав на позиції нападника.
Брат-близнюк Міхала Жевлакова, який також був футболістом, але грав на позиції захисника. Брати разом виступали за «Полонію», «Беверен» та «Мускрон», а також збірну Польщі на чемпіонаті світу 2002 року.

## Клубна кар'єра
Розпочав грати у футбол в командах «Друкаж» та «Маримонт» з рідної Варшави, а 2000 року потрапив в більш титулований клуб цього міста  «Полонія». У сезоні 1993/94 дебютував з клубом у Екстракласі і загало провів за клуб 54 матчі. Також у сезоні 1995/96 грав у другому дивізіоні на правах оренди за «Гутник» (Варшава).
1998 року відправився до Бельгії, де провів один сезон з «Бевереном», після чого перейшов у «Мускрон». Відіграв за команду з Мускрона наступні шість сезонів своєї ігрової кар'єри. Більшість часу, проведеного у складі «Мускрона», був основним гравцем атакувальної ланки команди і одним з головних бомбардирів команди, маючи середню результативність на рівні 0,43 голу за гру першості. Крім цього першу половину сезону 2005/06 провів на правах оренди у французькому «Меці», зігравши 13 матчів у Лізі 1.
З 2006 року став виступати за «Гент», з якого здавався в оренду в інший бельгійський клуб «Дендер».
У 2008 році перейшов у кіпрський АПОЕЛ, з яким він виграв чемпіонат Кіпру 2008/09, а також Суперкубок країни у 2008 і 2009 роках. У груповому турнірі Ліги Чемпіонів 2009/10 Марцин провів 3 гри і забив 1 м'яч в матчі проти «Челсі» на Стемфорд Брідж (2:2).
22 липня 2010 року він підписав контракт з ГКС (Белхатув) і зіграв загалом у 51 грі у Екстракласі і забив 12 голів. На початку червня 2012 року Жевлаков підписав однорічний контракт з «Короною» (Кельце). Після лише 13 ігор і одного забитого голу він у лютому 2013 року передчасно покинув клуб. Після закінчення сезону 2012/13 він закінчив свою професійну ігрову кар'єру.

## Виступи за збірну
2000 року дебютував в офіційних матчах у складі національної збірної Польщі. 
У складі збірної був учасником чемпіонату світу 2002 року в Японії і Південній Кореї.
Протягом кар'єри у національній команді, яка тривала 5 років, провів у формі головної команди країни 25 матчів, забивши 5 голів.

## Титули і досягнення
- Чемпіон Кіпру (1):

АПОЕЛ: 2008–09
- Володар Суперкубка Кіпру (2):

АПОЕЛ: 2008, 2009